# Dinempheria enigmata
Dinempheria enigmata är en tvåvingeart som beskrevs av Vaisanen 1994. Dinempheria enigmata ingår i släktet Dinempheria och familjen svampmyggor. Inga underarter finns listade i Catalogue of Life.